# Emil Knoevenagel
Heinrich Emil Albert Knoevenagel (ur. 18 czerwca 1865 w Hanowerze, zm. 11 sierpnia 1921 w Berlinie) – niemiecki chemik organik, odkrywca reakcji kondensacji estrów kwasu malonowego, nazwaną jego imieniem.

## Życiorys
Po ukończeniu średniej szkoły w Hanowerze w 1884 r. rozpoczął studia chemiczne na miejscowej Politechnice (Technischen Hochschule Hannover). W 1886 r. przeniósł się na Uniwersytet w Getyndze, gdzie pod kierunkiem Viktora Meyera obronił w 1889 r. pracę doktorską dotyczącą wolnych rodników, po czym przeniósł się na Uniwersytet w Heidelbergu, gdzie został asystentem Roberta Bunsena. Pod jego kierunkiem uzyskał w 1892 r. habilitację na podstawie dysertacji dotyczącej asymetrycznych reakcji kondensacji, po czym pracował na tej uczelni jako privatdozent. W 1896 został nominowany na stanowisko profesora nadzwyczajnego, a w 1900 r. został profesorem zwyczajnym katedry chemii organicznej na tym samym uniwersytecie.
Większość jego prac naukowych, po obronie habilitacji jest poświęcona reakcjom prowadzącym do otrzymywania heterocyklicznych związków aminowych i ich zastosowaniu jako katalizatorów innych reakcji chemicznych.

## Rodzina
Był synem chemika dr Juliusa Knoevenagela i Friederike Jacobi, córki producenta samochodów z Leiden. W 1885 poślubił Elisabeth Wocher, córkę aptekarza, z którą miał trzech synów. W czasie I wojny światowej był oficerem sztabowym w armii niemieckiej na froncie zachodnim.

## Ważniejsze publikacje
- Beiträge zur Kenntnis der negativen Natur organischer Radikale. Druck der Dieterich'schen Universitäts-Buchdruckerei (W. Fr. Kaestner), Göttingen 1889 (praca doktorska,Göttingen, Phil. Fak., vom 17. Juni 1889).
- Beiträge zur Kenntnis des asymmetrischen Kohlenstoffatoms. Verlag Schade, Heidelberg 1892 (dysertacja habilitacyjna, Universität Heidelberg 1892).
- Thiele’s Theorie der Partialvalenzen im Lichte der Stereochemie, Justus Liebigs Annalen der Chemie. wol. 311–312, Leipzig 1900, str. 241–255.
- Praktikum des anorganischen Chemikers : Einführung in die anorganische Chemie auf experimenteller Grundlage. Veit, Leipzig 2nd ed. 1909 wersja cyfrowa.